# A Scatter of Light
A Scatter of Light é uma história de amadurecimento para jovens adultos estadunidense escrita por Malinda Lo e publicada em 4 de outubro de 2022 pela Dutton Books for Young Readers. É um livro independente que acompanha o romance anterior de Lo, A Noite Passada no Telegraph Club, e conta a história de Aria West enquanto ela explora sua sexualidade e a cultura LGBTQIA+ em São Francisco.

## Recepção
Kirkus Reviews chamou A Scatter of Light de "[uma] história queer contemporânea de amadurecimento repleta de eventos cruciais", em referência à ambientação do romance em 2013 e à legalização do casamento entre pessoas do mesmo sexo na Califórnia. Embora a publicação tenha elogiado a ambientação, chamando-a de "rica em detalhes", observou que a história teria sido melhorada se ela se concentrasse mais na vida pessoal das personagens principais. A Publishers Weekly, que deu ao romance uma crítica estrelada, chamou-o de um "conto expansivo de anseio, autodescoberta e primeiro amor".
Uma crítica para a The Horn Book Magazine comentou sobre a conexão entre Aria West e a personagem principal de A Noite Passada no Telegraph Club, dizendo que "os leitores ficarão maravilhados em descobrir a conexão entre [as duass]". A crítica também elogiou a abordagem de Malinda Lo sobre os tópicos explorados no romance e o chamou de "uma história íntima e emocionante de [primeiro] amor". Molly Horan, para The Booklist, elogiou a autora por seu uso do site Tumblr no romance, o que o fez parecer "maravilhosamente início dos anos 2010", enquanto a exploração de sua própria sexualidade da personagem principal parecia "atemporal".